# Belprahon
Belprahon é uma comuna da Suíça, situada na região administrativa de Jura Bernense, no cantão de Berna. Tem 3,79 km² de área e sua população em 2018 foi estimada em 294 habitantes.